# Latiale Kultur
Latiale Kultur (italienisch cultura laziale) ist der Name einer eisenzeitlichen archäologischen Kultur in Mittelitalien, die sich zwischen der späten Bronzezeit und der Eisenzeit (ca. 10. bis 6. Jahrhundert v. Chr.) entwickelte.
Sie erstreckte sich ungefähr über das antike Altlatium (Latium vetus bzw. Latium antiquum). Die eisenzeitliche Kultur fiel mit der Ankunft eines Volkes in der Region zusammen, das Altlatein sprach. Die Kultur dürfte daher eine Phase des sozio-politischen Selbstbewusstseins des lateinischen Stammes während der Zeit der Könige von Alba Longa und der Gründung des römischen Reiches kennzeichnen.
Die latiale Kultur ist an ihren hüttenförmigen Graburnen zu erkennen. Die Urnen der Proto-Villanovakultur sind schlicht und bikonisch und wurden in einem tiefen Schacht beigesetzt. Die Hüttenurne ist ein rundes oder quadratisches Modell einer Hütte mit einem Spitzdach. Der Innenraum ist durch eine Tür an einer Seite zugänglich. Neben der Bestattung wurde auch die Feuerbestattung praktiziert. Der Stil ist unverwechselbar. Die Hüttenurnen waren Miniaturversionen der Hütten, in denen die Bevölkerung lebte, obwohl sie in dieser Zeit auch die Verwendung von Stein für Tempel und andere öffentliche Gebäude entwickelte.
Die Apennin-Kultur von Latium ging nahtlos in die lateinische über, ohne dass es Hinweise auf eine eindringende Bevölkerungsbewegung gab. Die Bevölkerung gab im Allgemeinen Standorte mit rein wirtschaftlichem Nutzen zugunsten von verteidigungsfähigen Standorten auf, die später zu Städten wurden. Für diese Epoche wird der Begriff vorstädtisch (englisch pre-urban) verwendet. Die Verlagerung der Bevölkerung an besser zu verteidigende Orte könnte auf eine Zunahme von Plünderungen hindeuten.

## Periodisierung
Das Problem der Datierung von Artefakten, die der latialen Kultur zugeschrieben werden, ist auch heute noch Gegenstand von Diskussionen und Studien unter Archäologen: Der deutsche Archäologe Hermann Müller-Karpe schlug 1959 und Giovanni Colonna 1976 die folgenden Perioden vor:
|                                                           | Chronologie von Hermann Müller-Karpe | Chronologie von Giovanni Colonna |
| --------------------------------------------------------- | ------------------------------------ | -------------------------------- |
| Periode I: zum Ende der Bronzezeit                        | 1000–900 v. Chr.                     | 1000–900 v. Chr.                 |
| Latiale Periode IIA1: Übergang zur frühen Eisenzeit       | 900–875 v. Chr.                      | 900–865 v. Chr.                  |
| Latiale Periode IIA2:                                     | 875–850 v. Chr.                      | 865–830 v. Chr.                  |
| Latiale Periode IIB1: Eisenzeit                           | 850–825 v. Chr.                      | 830–800 v. Chr.                  |
| Latiale Periode IIB2:                                     | 825–800 v. Chr.                      | 800–770 v. Chr.                  |
| Latiale Periode IIIA: vorangeschrittene Eisenzeit         | 800–750 v. Chr.                      | 770–750 v. Chr.                  |
| Latiale Periode IIIB:                                     | 750–725 v. Chr.                      | 750–730/720 v. Chr.              |
| Latiale Periode IVA1: Orientalisierende Periode           |                                      | 730/720–670/660 v. Chr.          |
| Latiale Periode IVA2:                                     |                                      | 670/660–640/630 v. Chr.          |
| Latiale Periode IVB: jüngste Periode der Orientalisierung |                                      | 640/630–580 v. Chr.              |

## Stätten
Latial I konzentriert sich im Raum Rom, in den Albaner Bergen und in den Tolfabergen. Zeugnisse der Zivilisation sind hauptsächlich Bestattungen, die von Nekropolen (Friedhöfen) stammen, wobei die Einäscherung der vorherrschende Ritus war. Feuerbestattungen bestehen aus einer Hüttenurne mit der Asche des Verstorbenen in einem Dolium (einem großen Gefäß) und einigen anderen Gefäßen, die für Speiseopfer verwendet werden. Die Gefäße sind nicht verziert. Anstelle einer Hüttenurne wurde manchmal eine Vase mit einem kegelförmigen Dach oder einem simulierten Helm verwendet. Das Dolium wurde in einen mit Steinen ausgekleideten Pozzo (Loch) gestellt und oberirdisch beigesetzt.
Bei den Grabbeigaben weisen Spindelhörner auf Frauen und Miniatur-Rüstungen und -Waffen auf Männer hin. Statuetten, einige mit ausgestreckten Händen, können vorhanden sein.